# 馬塞爾·里塞
馬塞爾·里塞（Marcel Risse）是德國的一位足球運動員。在場上司職中場。現效力於德国足球丙级联赛球隊科隆維多利亞。